# Кварталу 69
Кварталу 69 (рос. Квартала 69) — селище в Вілегодському районі Архангельської області Російської Федерації.
Населення становить 6 осіб. Входить до складу муніципального утворення Вілегодський муніципальний округ.

## Історія
До 2020 року входихо до складу муніципального утворення Нікольське муніципальне утворення.

## Населення
| 2002 | 2010 | 2012 |
| ---- | ---- | ---- |
| 10   | ↘6   | →6   |